# Levée de Saint-Éloi
La levée de Saint-Éloi est un chemin de promenade situé à Nevers, en France.

## Présentation
C'est un chemin de promenade, qui profite d'une digue construite pour prévenir les inondations de la Loire. Cette levée s'étend de Nevers à Saint-Éloi.

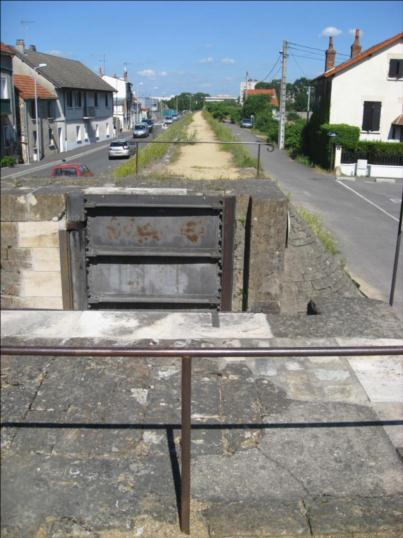
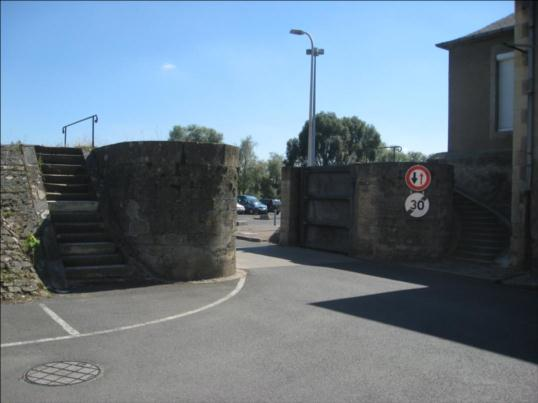